# Kakiemon

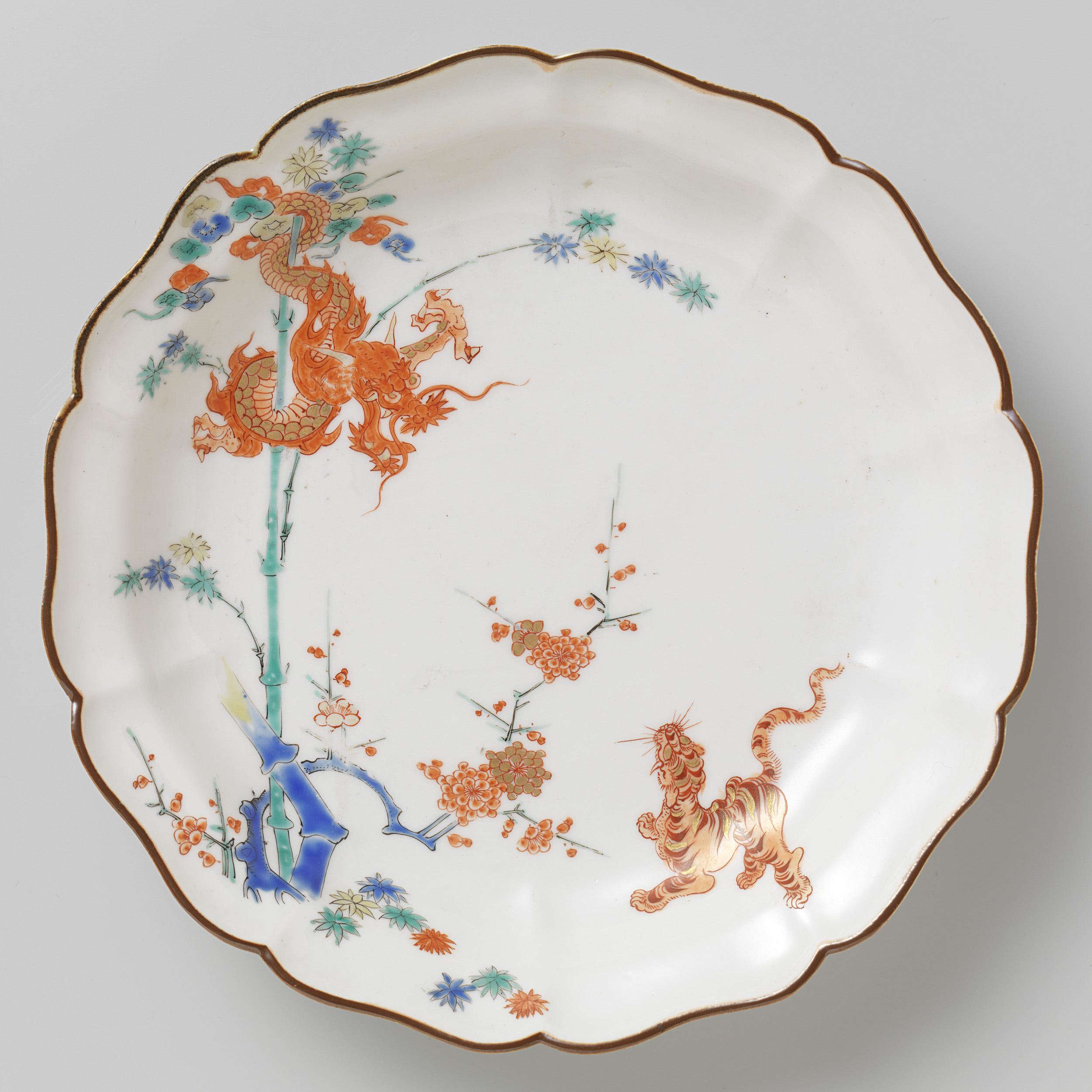
Prato do tipo Kakiemon, porcelana esmaltada, 1670-1690.

Kakiemon é um oleiro do Japão que desenvolveu seu próprio estilo de decoração.

## História
De acordo com a tradição, o oleiro coreano Yi Sam-pyeong, ou Ri Sampei (金 ヶ江三兵衛), é muitas vezes considerado o pai da porcelana Arita.
Kakiemon aperfeiçoou o estilo de Ri Sampei após 1640, produzindo porcelanas coloridas de várias cores que foram largamente exportadas para a Europa pelos mercadores holandeses de Nagasaki. Entretanto, no final do século XVII a produção em massa levou a uma queda da qualidade dessas porcelanas. Em 1953, a qualidade da porcelana Kakiemon foi restaurada por Kakiemon XII e XIII. O Kakiemon atual é Kakiemon XV.

## Galeria

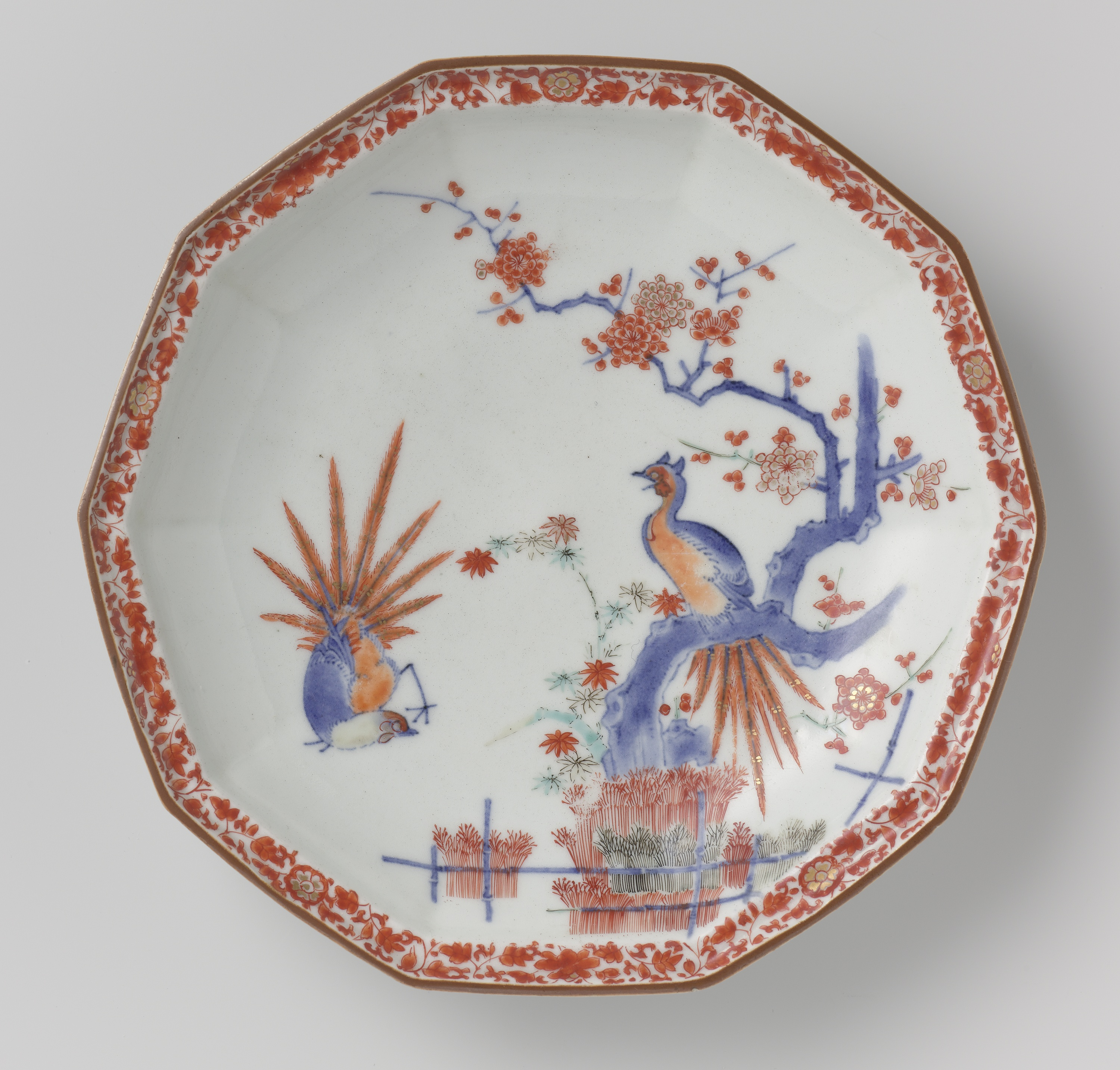
Prato do tipo Kakiemon, porcelana esmaltada.
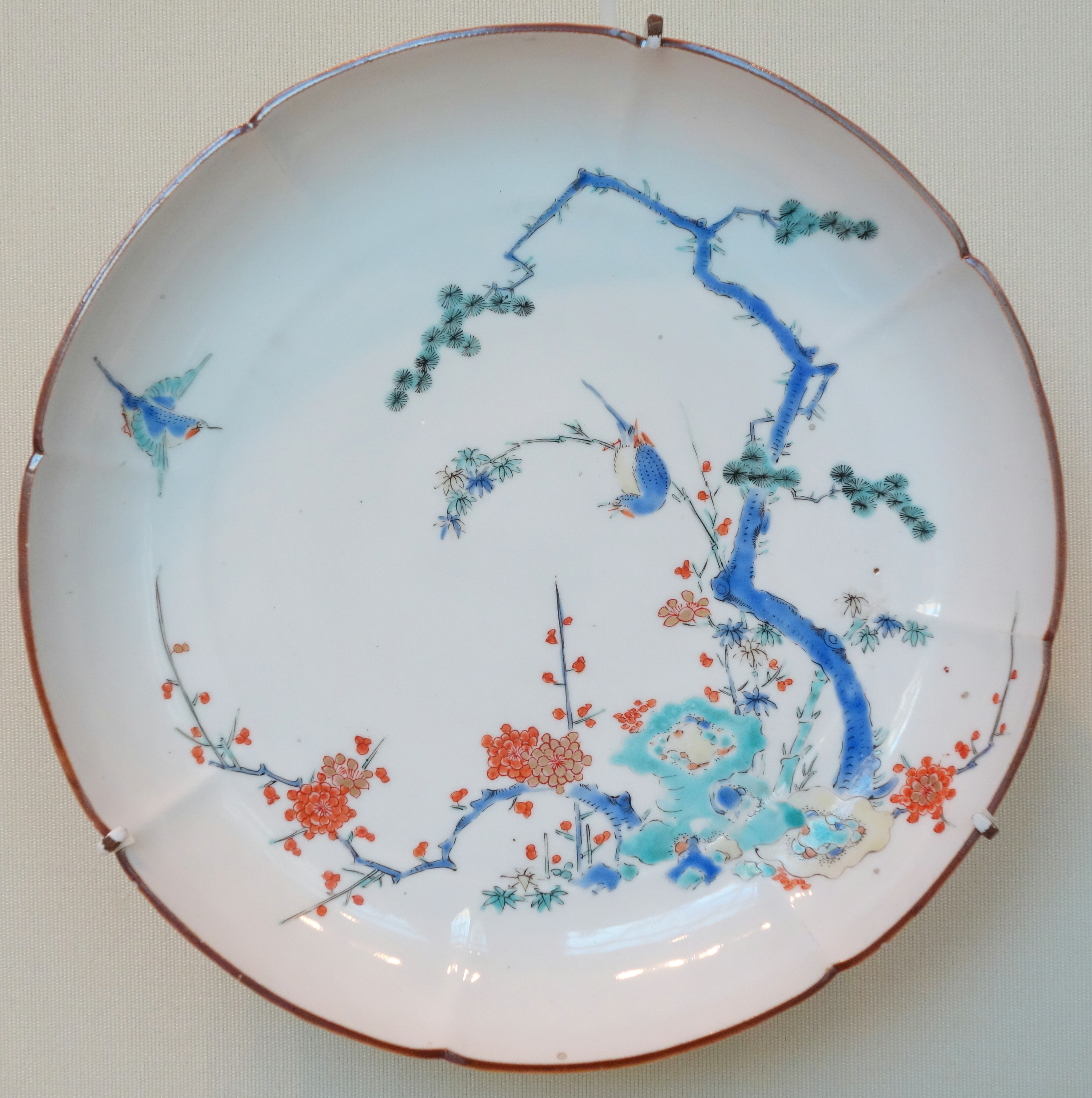
Prato do tipo Kakiemon, porcelana esmaltada.
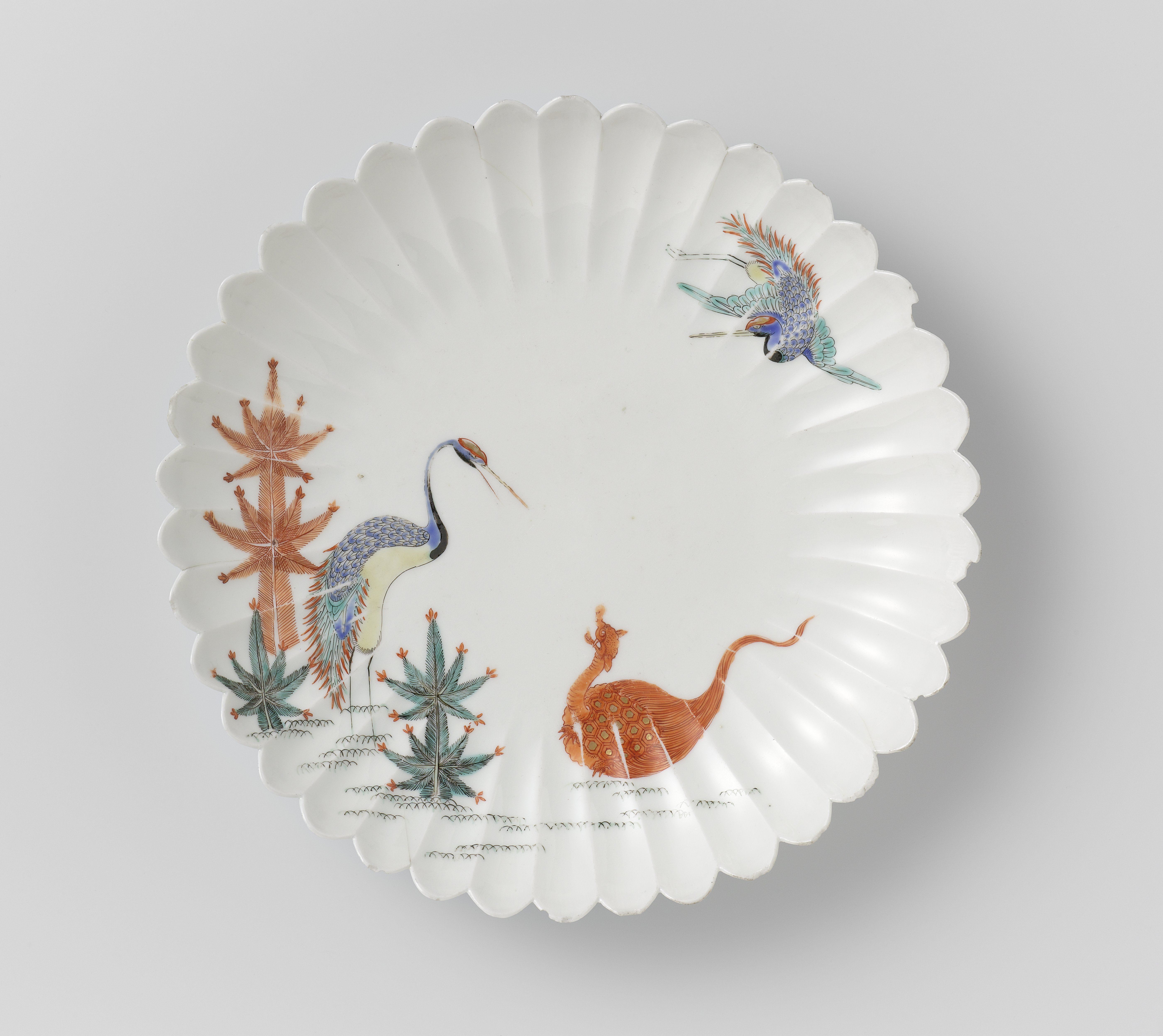
Prato do tipo Kakiemon, porcelana esmaltada.